# Châtel-en-Trièves
Châtel-en-Trièves – gmina we Francji, w regionie Owernia-Rodan-Alpy, w departamencie Isère. W 2013 roku liczba ludności wynosiła 474 mieszkańców. 
Gmina została utworzona 1 stycznia 2017 roku z połączenia dwóch ówczesnych gmin: Cordéac oraz Saint-Sébastien. Siedzibą gminy została miejscowość Saint-Sébastien.